# Zouma, Pengshui
Zouma (kinesiska: 走马) är en socken i sydvästra Kina. Den ligger i Pengshui härad i storstadsområdet Chongqing, omkring 180 kilometer öster om det centrala stadsdistriktet Yuzhong. Antalet invånare är 12699. Befolkningen består av 6 107 kvinnor och 6 592 män. Barn under 15 år utgör 31 %, vuxna 15-64 år 58 %, och äldre över 65 år 10,0 %.